# Facundo Rizzi
Facundo Emanuel Rizzi (Villa Gobernador Gálvez, 28 agosto 1997) è un calciatore argentino, difensore del Nueva Chicago.

## Caratteristiche tecniche
È un terzino sinistro.

## Carriera
Cresciuto nel settore giovanile del Rosario Central, ha esordito in prima squadra il 12 dicembre 2016 disputando l'incontro di Primera División perso 2-1 contro il Lanús.

## Statistiche
Statistiche aggiornate al 6 aprile 2019.

### Presenze e reti nei club
| Stagione        | Squadra         | Campionato      | Campionato | Campionato | Coppe nazionali | Coppe nazionali | Coppe nazionali | Coppe continentali | Coppe continentali | Coppe continentali | Altre coppe | Altre coppe | Altre coppe | Totale | Totale | Totale |
| Stagione        | Squadra         | Comp            | Pres       | Reti       | Comp            | Pres            | Reti            | Comp               | Pres               | Reti               | Comp        | Pres        | Reti        | Pres   | Reti   |        |
| --------------- | --------------- | --------------- | ---------- | ---------- | --------------- | --------------- | --------------- | ------------------ | ------------------ | ------------------ | ----------- | ----------- | ----------- | ------ | ------ | ------ |
| 2016-2017       | Rosario Central | PD              | 2          | 0          | CA              | 1               | 0               |                    | -                  | -                  |             | -           | -           | 3      | 0      |        |
| 2017-2018       | Rosario Central | PD              | 0          | 0          | CA              | 0               | 0               |                    | -                  | -                  |             | -           | -           | 0      | 0      |        |
| 2018-2019       | Rosario Central | PD              | 2          | 0          | CA              | 0               | 0               | CL                 | 4                  | 0                  |             | -           | -           | 6      | 0      |        |
| Totale carriera | Totale carriera | Totale carriera | 4          | 0          |                 | 1               | 0               |                    | 4                  | 0                  |             | -           | -           | 9      | 0      |        |

## Palmarès

### Club

#### Competizioni nazionali
- Copa Argentina: 1

Rosario Central: 2017-2018